# Via Montenapoleone (film)
Pour plus de détails, voir Fiche technique et Distribution.
Via Montenapoleone est un film italien réalisé par Carlo Vanzina, sorti en 1987.

## Synopsis
Les destins croisés de plusieurs Milanais de la Via Monte Napoleone.

## Fiche technique
- Titre : Via Montenapoleone
- Réalisation : Carlo Vanzina
- Scénario : Jaja Fiastri, Carlo Vanzina et Enrico Vanzina
- Musique : Beppe Cantarelli
- Photographie : Luigi Kuveiller
- Montage : Ruggero Mastroianni
- Production : Mario Cecchi Gori et Vittorio Cecchi Gori
- Société de production : C.G. Silver Film, Video 80 et Reteitalia
- Pays :  Italie
- Genre : Comédie
- Durée : 104 minutes
- Dates de sortie : 
  - Italie : 13 mars 1987

## Distribution
- Carol Alt : Margherita
- Renée Simonsen : Elena
- Fabrizio Bentivoglio : Roberto
- Luca Barbareschi : Guido
- Marisa Berenson : Francesca
- Corinne Cléry : Chiara
- Valentina Cortese : la mère de Guido
- Daniel Gélin : le père d'Elena
- Lorenzo Lena : Francesco
- Carmen Loderus : jeune mennequine

## Distinctions
Lors de la 32e cérémonie des David di Donatello, le film reçoit 2 nominations (Meilleure actrice dans un second rôle pour Valentina Cortese et Meilleur décorateur).